# Owczarek szetlandzki
Owczarek szetlandzki – jedna z ras psów należąca do psów pasterskich i zaganiających, zaklasyfikowana do sekcji psy pasterskie (owczarskie). Podlega  próbom pracy. Typ wilkowaty.

## Rys historyczny
Owczarek szetlandzki pochodzi ze Szkocji. Rasa uznana w 1919 roku; wszystkie zabiegi hodowlane zmierzały do upodobnienia jej do owczarka szkockiego długowłosego ("collie"). W pierwszej wersji wzorca FCI zapisano nawet, że sheltie wygląda jak mały owczarek szkocki, ale usunięto ten fragment, ze względu na protesty klubu rasy colie.

## Rys historyczny szerzej
Pochodzenie tych małych piesków, wyglądem przypominających owczarka collie rough w miniaturze, jest pełne niejasności. Do 1469 roku Wyspy Szetlandzkie należały do Norwegii. To właśnie z Norwegii wraz z wikingami na wyspy przybyły małe pieski, które towarzyszyły żeglarzom. Było to około 700-800 roku n.e.
Klimat wysp był dość surowy, nie sprzyjał wegetacji roślin. Zwierzęta trzymane na farmach były niewielkich rozmiarów. Małe psy były faworyzowane, ponieważ mało jadły i zajmowały niewiele miejsca. Pierwsze szetlandy nazywano psami Toonie lub Peerie (w języku staro-norweskim “piri” oznacza po prostu “mały”). Początkowo były one wykorzystywane jako psy zagrodowe. Pieski te miały bowiem wysokość około 30 cm w kłębie i nie jest możliwe, aby pracowały przy zaganianiu owiec na wrzosowiskach porośniętych roślinnością o wysokości 23–45 cm. Wyspiarze mniej przywiązywali uwagę do wyglądu, więcej zaś liczyła się przydatność psów do pracy, żywotność oraz niewielki wzrost. Dlatego też, aby uzyskać pożądane cechy krzyżowano je z różnymi psami. Udział w powstaniu rasy miał king charles spaniel (po nim obecny sheltie ma niekiedy brązowe plamki na łapach), pies yakki z Islandii (po nim prawdopodobnie zostało podpalanie na kufie), a także miniaturowe szpice, m.in. pomeranian (czasem ujawnia się to przez małe, stojące uszka, jabłkowatą czaszkę i okrągłe oczy – wszystkie te cechy obecnie są wadami). Ostateczny wygląd uzyskano poprzez krzyżówką z owczarkami collie rough. Przybyły one na wyspy około 1840-1850 roku. Wyspiarze zaczęli powiększać pastwiska i potrzebne były psy do pilnowania i zaganiania owiec na dużych obszarach. Ponieważ collie nie wytrzymywały trudnych warunków panujących na wyspach, mniejsze okazy tych psów zaczęto krzyżować z ówczesnymi szetlandami, aby nadać im cechy psów pasterskich. Później utrzymanie podobieństwa do collie ze względu na ich atrakcyjny wygląd oraz psychikę, było głównym celem miłośników owczarka szetlandzkiego. Ich niewątpliwa uroda oraz cechy psychiczne spowodowały, że około 1905 roku owczarki te pojawiły się w głębi Szkocji. Tu w 1908 roku założono Shetland Collie Club. Do 1914 roku nazywano je shetland collie. Hodowcy collie ostro protestowali jednak przeciw używaniu tej nazwy, dlatego w maju 1914 roku zmieniono nazwę klubu na English Shetland Sheepdog Club (ESSC). Popularność rasy szybko rosła i w latach 50. i 60. XX wieku w angielskim Kennel Clubie zarejestrowano ją jako jedną z siedmiu najpopularniejszych.
Reasumując można przyjąć, że owczarek szetlandzki jakiego znamy dzisiaj, jest psem pasterskim. Wywodzi się z Norwegii i Wysp Szetlandzkich, ale generalnie jego rozwój nastąpił w Szkocji, skąd powędrował w głąb Anglii, po czym zaczął podbijać świat. Jest podobny do długowłosego collie w miniaturze, choć jest wiele cech różniących te rasy od siebie.

## Użytkowość
Jest psem pracującym przy zaganianiu i pilnowaniu stad. Hodowany także jako pies do towarzystwa. Sprawdza się także jako pies stróżujący.

## Zachowanie i charakter
Jest wesoły, żywy, energiczny i skory do zabaw. Jest nieufny wobec obcych, oddany wobec właściciela, przy pracy współpracuje z nim. Sprawdza się w szkoleniach i psich sportach. Chętnie i szybko się uczy. Lubi dzieci. Niezwykle inteligentny, sprytny, przywiązujący się, radosny, o dość znacznym temperamencie. Szczególnie towarzyska rasa.

## Wygląd[4]

### Głowa
Delikatna, o płynnych liniach i klinowatym kształcie, dumnie noszona. Stop nieznaczny, kufa i czaszka jednakowej długości. Wargi suche, przylegające, zgryz nożycowy.

### Oczy
Migdałowate, położone skośnie. Zasadniczo ciemne, jednak u psów mających sierść niebieską marmurkową (blue merle) oko może być jedno- lub dwustronnie błękitno nakrapiane lub całkiem błękitne.

### Nos
Czarny.

### Uszy
Małe, trójkątne, osadzone wysoko, na końcówkach załamane.

### Sylwetka
Zwarta, niemal kwadratowa, nie może jednak sprawiać wrażenia ciężkiej. Dobre muskulatura i kościec. Ruchy owczarka szetlandzkiego powinny być eleganckie, lekkie, płynne i szybkie.

### Kończyny
Proste, mocne, ich długość powinna być proporcjonalna względem reszty ciała. Łapy zwarte i sprężyste.

### Ogon
Nisko osadzony, długi, gęsto owłosiony.

## Umaszczenie
- śniade (wszelkie odcienie od jasnopszenicznego po bardzo ciemne tzw. sobolowe, czyli z czarnym nalotem tzw. czarna maska), śniade z białym (przy czym niedopuszczalne jest aby białe znaczenia występowały na tułowiu np. tworząc łaty)
- blue merle (marmurkowe; blue-merle; bi-blue)
- tricolor (czarne podpalane z białymi znaczeniami)
- bicolor (czarne z białym); black and tan (czarne podpalane - praktycznie nie występuje już, ale jest to umaszczenie uznawane przez FCI)

## Zdrowie i pielęgnacja
Nie jest to szczególnie chorowita rasa. Do najbardziej typowych dla niej dolegliwości zalicza się dysplazję stawów biodrowych i łokciowych, choroby oczu (katarakta, postępujący zanik siatkówki, małoocze, anomalia oczu collie), a także skóry i wątroby. Owczarki szetlandzkie umaszczone marmurkowo powinny być badane pod kątem głuchoty. Przeciętna długość życia: 12 do 15 lat.
Podstawą pielęgnacji sierści jest regularne szczotkowanie, przy większym zabrudzeniu sierści można zastosować kąpiel lub użyć suchego szamponu. Podszerstek linieje dwa razy w roku: wiosną i jesienią.